# Rosita Torosh
Rosita Torosh (eigentlich Rosita Toros; * 10. November 1945 in Udine; † 10. Dezember 1995 ebenda) war eine italienische Schauspielerin.

## Leben
Torosh besuchte nach Anfängen in Amateurtheatergruppen ihrer Heimatstadt das Centro Sperimentale di Cinematografia in Rom, das sie 1969 mit einem Schauspieldiplom verließ. Zusammen mit anderen Absolventen dieser Schule wie Carla Mancini, Vittorio Fanfoni und Lorenzo Piani gehörte sie in den 1970er Jahren zu den Namen, die am häufigsten in Filmbesetzungslisten aufgeführt wurden, da die Mitwirkung dieser Darsteller steuerliche Vergünstigungen mit sich brachte. Die Folge waren neben reinen Stablistungen etwa fünfzig meist sehr kleine Rollen in Genrefilmen jeder Art für Torosh, deren charmante, oft weißblonde oder rothaarige und üppige Erscheinung nach dem Kinodebüt in Franco, Ciccio e il pirata Barbanera (1969) nur selten substantiellere Charaktere darstellen durfte, so in Lorenzo Artales I pugni di Rocco oder in Mario Amendolas Musikfilm Lady Barbara.
Neben Engagements beim Radio und für Fotoromane war Torosh auch (und nach Ende der Kinokarriere 1977 verstärkt) für das Fernsehen tätig, wo sie neben schauspielerischen Aufgaben wie der Krimiserie um Kommissar De Vincenzi auch etliche Kochsendungen moderierte.
In den 1970er Jahren war Torosh Vorsitzende des italienischen FKK-Verbandes Lega Italiana Naturalisti. 1991 heiratete sie ihren langjährigen Lebensgefährten, den Dichter Pietro Cimatti. Nur vier Jahre später starb sie fünfzigjährig.

## Filmografie (Auswahl)
- 1969: Franco, Ciccio e il pirata Barbanera
- 1970: Das Geheimnis der schwarzen Handschuhe (L’uccello dalle piume di cristallo)
- 1972: Das Geheimnis des gelben Grabes (L*etrusco uccide ancora)
- 1973: Andy Warhols Frankenstein (Carne per Frankenstein)
- 1973: Little Kid und seine kesse Bande (Kid il monello del West)
- 1973: Die Nacht der rollenden Köpfe (Passi di danza su una lama di rasoio)
- 1974: Der Berserker (Milano odia: la polizia non può sparare)
- 1974: Spasmo (Spasmo)
- 1974: Mussolini – Die letzten Tage (Mussolini ultimo atto)
- 1976: Das Schlitzohr und der Bulle (Il trucido e lo sbirro)
- 1981: Don Luigi Sturzo (Fernseh-Miniserie)